# Daniel Wyler (physicien)
 (juin 2025).
Motif : Où sont les sources secondaires centrées ? Qu’est-ce qui pourrait le faire entrer dans des critères spécifiques ?
- Archive Wikiwix
- Bing
- Cairn
- DuckDuckGo
- E. Universalis
- Gallica
- Google
- G. Books
- G. News
- G. Scholar
- Persée
- Qwant
- (zh) Baidu
- (ru) Yandex
- (wd) trouver des œuvres sur Wikidata

| 1. | Préciser le motif de la pose du bandeau. | Précisez le motif de la pose du bandeau en utilisant la syntaxe suivante : {{admissibilité à vérifier\|date=juin 2025\|motif=remplacez ce texte par le motif}}                                |
| 2. | Informer les utilisateurs concernés.     | Pensez à avertir le créateur de l'article, par exemple, en insérant le code ci-dessous sur sa page de discussion : {{subst:avertissement admissibilité à vérifier\|Daniel Wyler (physicien)}} |

Daniel Wyler, né en 1949, est un physicien théoricien suisse, professeur émérite à l'Université de Zurich. Ses travaux portent notamment sur la physique des particules.

## Formation et carrière académique
Daniel Wyler obtient son diplôme en physique à l’École polytechnique fédérale de Zurich (ETHZ) en 1974, puis son doctorat en 1977 à l’université Carnegie-Mellon de Pittsburgh. Il effectue ensuite plusieurs séjours de recherche à la Rockefeller University, à l’université de Bonn, à l’ETH Zürich et au CERN. En 1984, il devient maître-assistant à l’ETHZ, avant d’être nommé professeur de physique théorique à l’Université de Zurich en 1987.
De 1997 à 2006, il siège au Conseil de la recherche du Fonds national suisse et participe au comité consultatif de la Science Alumni de l’Université de Zurich.

## Recherche scientifique
Les travaux de Daniel Wyler portent principalement sur la physique des particules élémentaires, avec un accent particulier sur la physique au-delà du modèle standard. Il s'intéresse notamment à la physique des saveurs, à la violation de la symétrie CP, à la supersymétrie, ainsi qu'aux axions et axinos. Ses recherches incluent également les calculs de corrections radiatives dans les désintégrations rares des mésons B.

## Engagement dans la science ouverte et participative
Daniel Wyler est à l’origine de la création du Citizen Science Center Zurich, une collaboration entre l’Université de Zurich et l’ETH Zurich.

## Fonctions administratives
De 2010 à 2015, il occupe la fonction de vice-président pour la médecine et les sciences à l’Université de Zurich. Pendant cette période, il est à l’initiative du « Universitäre Geriatrie-Verbund Zürich », un réseau dédié à la recherche et à l’enseignement en gériatrie. Par ailleurs, il a été membre du Conseil de la recherche du Fonds national suisse et du comité consultatif de la Science Alumni UZH.

## Publications
Parmi ses publications figurent plusieurs articles scientifiques dans le domaine de la physique des particules, tels que :« Electromagnetic logarithms in B → X(s) l⁺ l⁻ » (2006) « Reducing the error on α in B → ππ, ρρ, ρπ » (2005) « Effect of supersymmetric phases on lepton dipole moments and rare lepton decays » (2003) et « Complex flavor couplings in supersymmetry and unexpected CP violation in the decay B → φK » (2001).